# Little Joe
Little Joe era il soprannome dato ad un razzo lanciatore degli Stati Uniti alimentato a combustibile solido. La prima versione del razzo, chiamata Little Joe I, fu utilizzata in otto lanci effettuati dal 1959 al 1960 dalla base di Wallops Island in Virginia. Lo scopo delle missioni era di testare il sistema di fuga dal lancio (in inglese, LES) e lo scudo termico per le capsule che sarebbero state utilizzate nel Programma Mercury. Little Joe non solo è stato il primo razzo ad essere interamente progettato per lanciare navicelle spaziali con equipaggio, è stato anche uno dei lanciatori pionieri nello sviluppo dei vettori a stadi.
Una successiva versione, il Little Joe II, è stata utilizzata tra il 1963 ed il 1966 per le prove in volo del LES delle capsule Apollo.

## Storia
Durante lo sviluppo del programma Mercury, la NASA aveva constatato la difficoltà ad utilizzare i vettori allora in esercizio per lanciare capsule con equipaggio umano. I missili più moderni ed affidabili, infatti, avrebbero comportato costi insostenibili per l'Agenzia: basti pensare che l'utilizzo dei vettori Atlas sarebbe costato circa 2,5 milioni di dollari a lancio mentre il più semplice Redstone avrebbe comportato un costo di circa 1 milione di dollari a lancio. Inoltre i responsabili del programma Mercury avevano preventivato di dover effettuare numerosi voli di prova prima della missione vera e propria e questo comportava la necessità di poter disporre di un vettore di lancio poco costoso. Calcoli successivi hanno dimostrato come la famiglia “Little Joe” sia costata alla Nasa circa 200.000 dollari a volo.
Nel gennaio 1958, Max Faget e Paul Purser stavano studiando il modo di unire assieme quattro propulsori di MGM-29 Sergeant, un missile a combustibile solido usato abitualmente al Wallops Flight Facility per creare un vettore che potesse spingere un ipotetico abitacolo a forma conica con equipaggio oltre la stratosfera. L'idea di Faget ebbe breve vita e venne accantonata perché la NASA era maggiormente concentrata su un altro progetto definito "Adam”. Nell'agosto del 1958 altri due ingegneri, William Bland e Ronald Kolenkiewicz, tornarono su quei progetti per uno studio preliminare di un missile a buon mercato a combustibile solido che potesse sospingere capsule più grandi ed a pieno carico al di sopra dell'atmosfera.
Intanto la NASA stava svolgendo i primi test di caduta con modelli di capsule (definite “boilerplate”, letteralmente lamiere da caldaia, perché niente altro che involucri di metallo dalla stessa conformazione della capsule vere) e questi avevano fornito nuovi dati sulla stabilità dinamica della configurazione in caduta libera; si rendeva così necessaria una raccolta di dati analoghi ma nella fase di lancio. Così nel mese di ottobre 1958, un team di ingegneri della NASA preparò un progetto per un lanciatore adatto sviluppando il sistema a quattro elementi propulsori. Proprio a questa caratteristica il lanciatore deve il soprannome, poiché nei disegni meccanici, la prima sezione trasversale mostrava quattro fori che richiamavano i quattro punti neri della faccia di un dado e che nel linguaggio del gioco americano viene chiamata "Little Joe”. Anche se poi altri motori direzionali sono stati aggiunti, modificando di fatto la conformazione del progetto, il nome originale venne mantenuto forse anche grazie alle quattro grandi pinne di stabilizzazione che sporgevano dalla carlinga.
Lo scopo principale di questo sistema di lanciatore, relativamente piccolo e semplice, era quello di risparmiare denaro - permettendo numerosi voli di prova per testare diverse soluzioni per la miriade di problemi associati allo sviluppo del volo spaziale con equipaggio, in particolare il problema della fuga da un'esplosione durante il lancio. Un altro obbiettivo è stato lo studio del comportamento aerodinamico della capsula nella reale fase di rientro dalla stratosfera.
Per poter ottenere tutti questi risultati, i progettisti hanno dovuto realizzare un lanciatore semplice nel concetto, che utilizzasse combustibile solido, che utilizzasse per i collaudi attrezzature già esistenti, e che fosse privo, per quanto possibile, di sistemi di guida e di controllo elettronici.
I progettisti riuscirono a portare Little Joe ad avere approssimativamente le stesse prestazioni che un missile Redstone in uso all'Esercito Americano avrebbe potuto ottenere con una capsula montata. Ma in più, oltre ad essere abbastanza versatile per eseguire una lunga serie di missioni, Little Joe è probabilmente costato circa un quinto del costo di base del Redstone, aveva costi di gestione molto più bassi, e poteva essere assemblato e consegnato con minor dispendio di lavoro e di tempo. Inoltre, a differenza di altri missili, Little Joe poteva essere lanciato dagli stessi impianti già esistenti a Wallops Island.

## Lo sviluppo del veicolo di lancio
Nel mese di novembre del 1958, quindi, la NASA bandì una gara per la costruzione di Little Joe, gara a cui parteciparono dodici aziende. La valutazione tecnica delle varie proposte pervenute venne effettuata all'interno del gruppo di specialisti che si occupava della capsula, mentre il Langley Research Center si occupò del grosso carico amministrativo che la gara comportava. Fu la divisione missilistica della North American Aviation a vincere l'appalto il 29 dicembre 1958, e diede inizio alla realizzazione presso i suoi stabilimenti di Downey dell'ordine di sette missili e di una rampa di lancio mobile.
Gli obiettivi principali per Little Joe, come sui è detto, erano di raccogliere dati tramite vari test su diversi ambiti: studiare l'aerodinamica della capsula a quote progressivamente più elevate, testare il sistema di emergenza LES al momento della massima pressione dinamica,  verificare il meccanismo di apertura del paracadute, verificare i vari metodi di ricerca e recupero della capsula rientrata.
L'insieme di tecnici che seguivano i vari test erano divisi per gruppi, ed ognuno di loro aveva la necessità di acquisire il maggior numero di dati il più in fretta possibile, il che comportò la ovvia necessità di definire le priorità tra gli obiettivi.
I primi lanci, quindi, ebbero lo scopo di precisare le misurazioni delle varie forze che influenzavano il volo ed il loro impatto sulla capsula; i voli successivi furono svolti per misurare i parametri critici a quote progressivamente più alte di 6.000, 76.000, e 152.000 metri. Per ogni lancio di Little Joe, vi era quindi un obiettivo principale ed una serie di sotto-obiettivi, come lo studio dei livelli di rumore, le intensità di calore e pressione all'interno della capsula, i rischi di separazione dello scudo termico, il comportamento degli animali all'interno del veicolo. Per lo staff tecnico, la priorità era di acquisire dati maggiori col minimo utilizzo di strumentazione telemetrica. Un grosso aiuto in questo senso era dato dalla possibilità di recuperare e riutilizzare le capsule “boilerplate”, le cui registrazioni di bordo contribuivano di volta in volta a semplificare il sistema.
Come detto, Little Joe fu il primo tra i sistemi di lancio ad essere progettato specificamente per capsule con equipaggio, ma fu anche uno dei primi ad utilizzare il principio del razzo a stadi. La sua meccanica motoristica era composta da uno stadio spinto da quattro elementi di spinta MGM-29 Sergeant (lo stadio era definito Castore o Polluce, a seconda delle modifiche) ed un secondo composto da quattro razzi di spinta supplementari le cui accensioni avvenivano in varie sequenze. Questo faceva sì che la spinta per il decollo variasse notevolmente, ma nell'insieme le caratteristiche progettuali davano come possibile raggiungere la spinta massima di quasi 1.020 kiloNewton, una forza teoricamente sufficiente per sollevare un veicolo spaziale di circa 1.800 kg su una traiettoria di oltre 160 km di altezza. Secondo i progettisti la spinta di questi motori a stadi avrebbe dovuto avvicinarsi di molto a quella che sarebbe stata poi l'esperienza dei piloti nei lanci con gli Atlas. La malagrazia e la precarietà di Little Joe, aveva potuto però permettere di testare il sistema di fuga LES nelle condizioni di decollo peggiori possibili e gli ingegneri che fecero nascere e sviluppare Little Joe avevano riposto molte speranze che quello sgraziato razzo potesse dimostrare la correttezza della maggior parte delle scelte tecniche prese durante la progettazione delle capsule.

## Voli
Il 21 gennaio 1960, il progetto Little Joe aveva svolto i primi cinque voli programmati, utilizzando quattro dei sei missili consegnati dalla North American Aviation (che aveva costruito sette prototipi ma ne aveva trattenuto uno per i test di carico a bordo) e cinque capsule ”boilerplate” realizzate nei laboratori del Langley Research Center. Rimanevano quindi solo due lanciatori per le prove di volo e perciò lo Staff tecnico fece riattrezzare anche il settimo veicolo, in modo da avere tre opportunità. Il quinto volo, classificato come Little Joe 1B effettuato nel gennaio 1960 ebbe un notevole successo, tanto che il sesto lancio, classificato Little Joe 5 fu il primo a far volare una vera capsula del Programma Mercury, così come uscita dalla linea di produzione McDonnell. Il passaggio dai test di volo con modelli “boilerplate”,  alle prove di volo con le capsule effettive, segnò per lo staff tecnico l'allontanarsi dall'ambito sperimentale e l'avvicinarsi al piano operativo del Programma Mercury.

## Classificazione delle missioni
Le missioni ufficiali del Programma Mercury furono numerate e chiamate con due lettere a seconda della designazione del tipo di vettore usato nel lancio (LJ, in questo caso), seguito da una cifra che indicava il tipo di missione e gli obiettivi di maggiori priorità;  una lettera opzionale si usava per distinguere le missioni con lo stesso obiettivo. Per Little Joe l'ordine è stato:

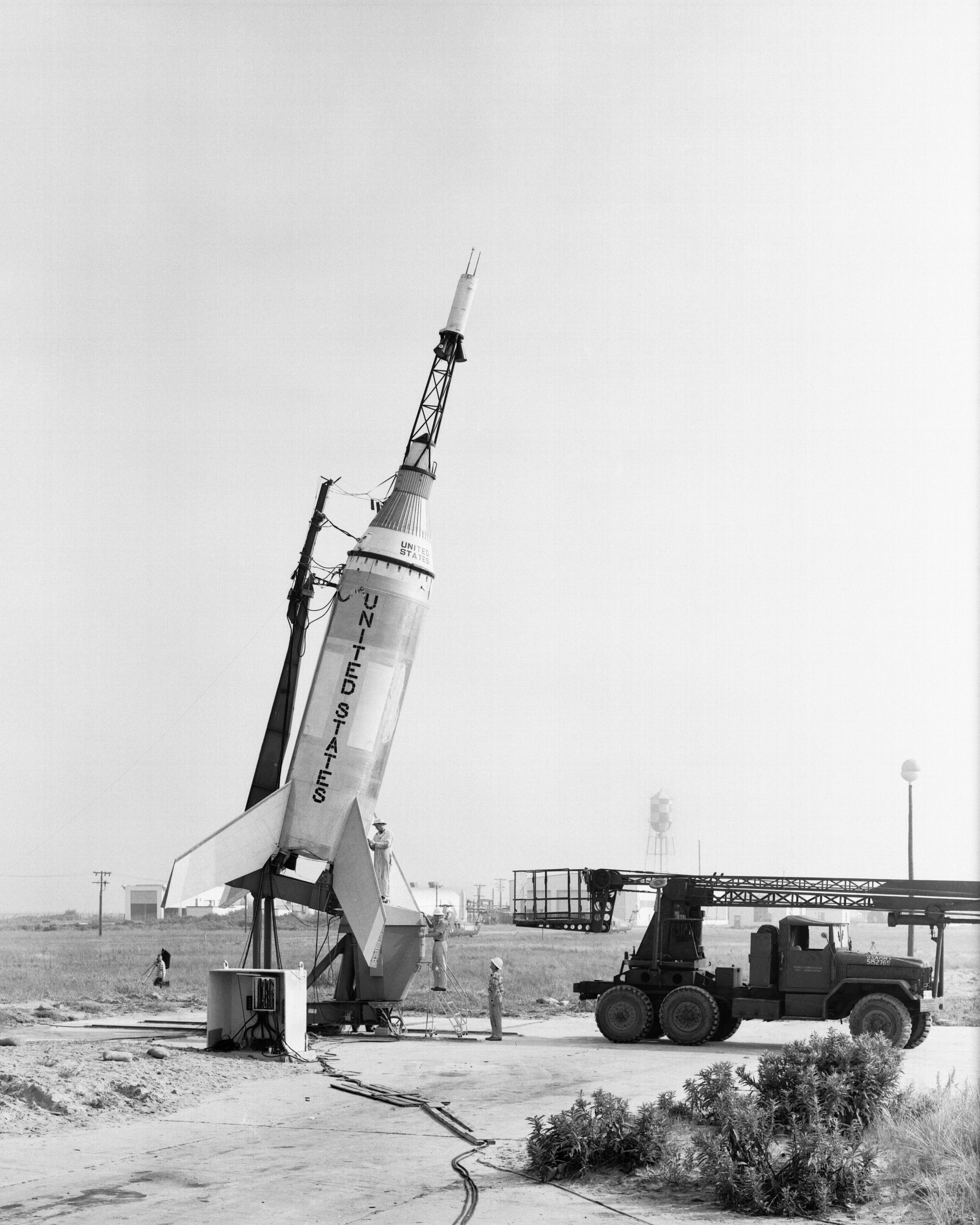
LJ-1
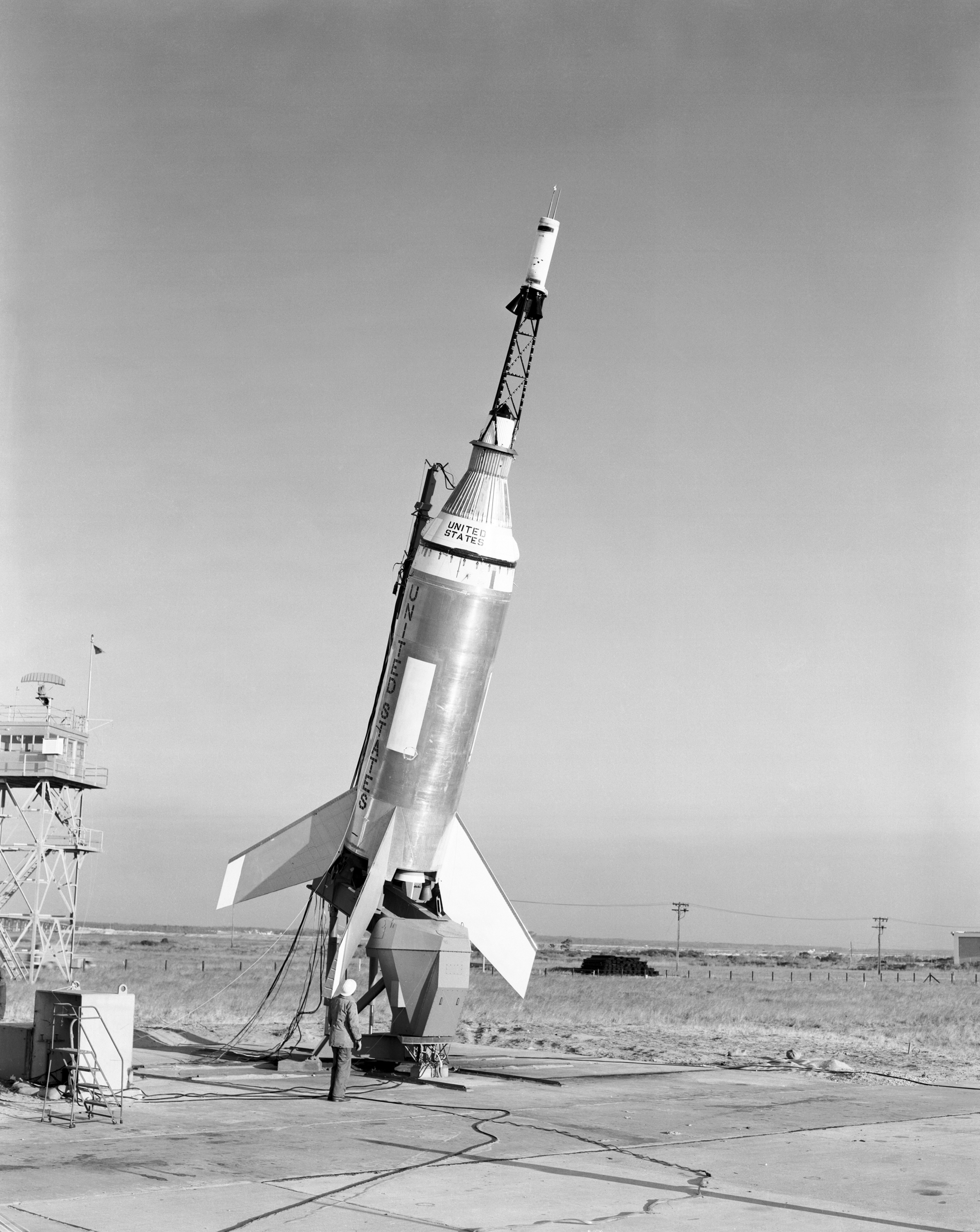
LJ-1A
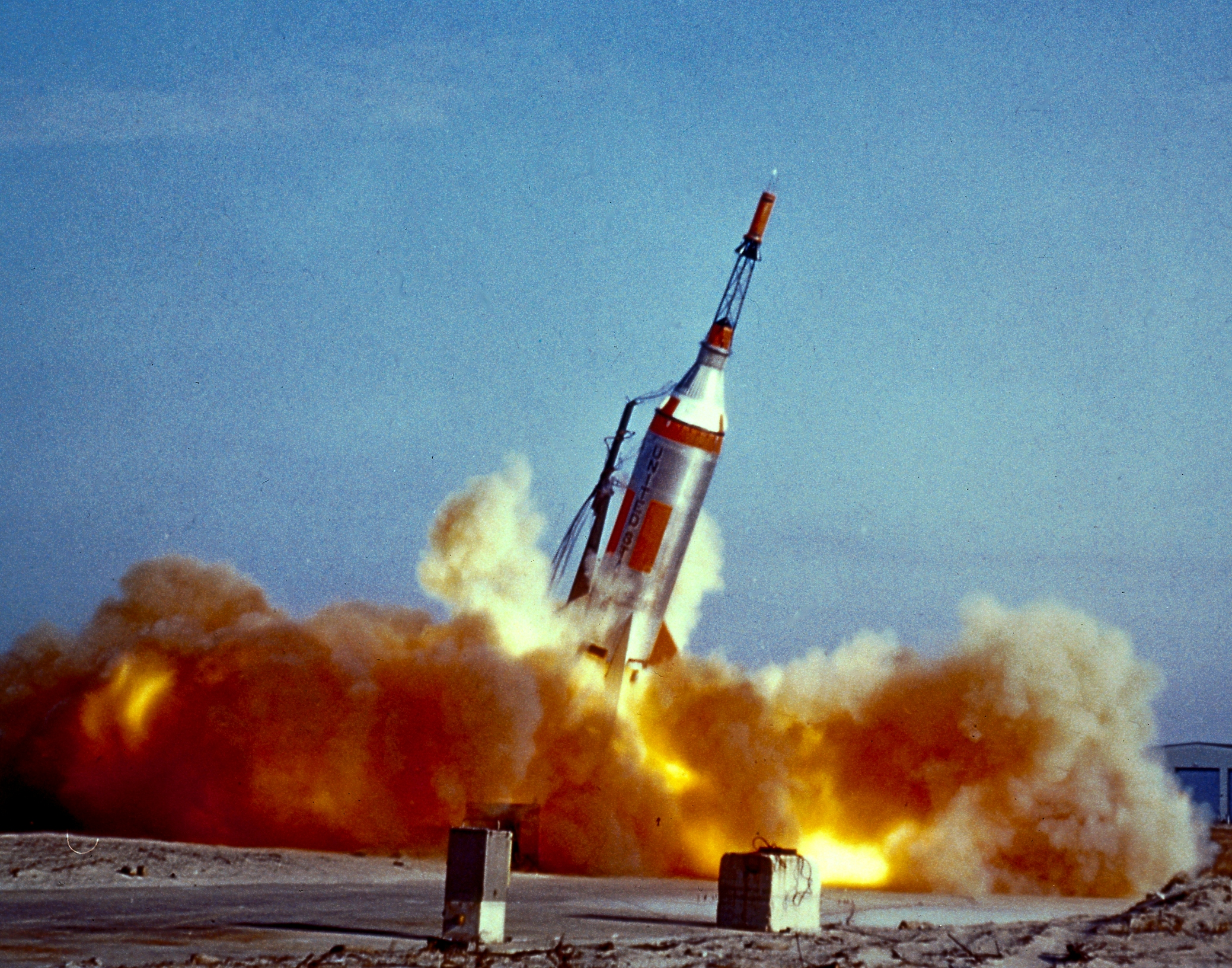
LJ-1B
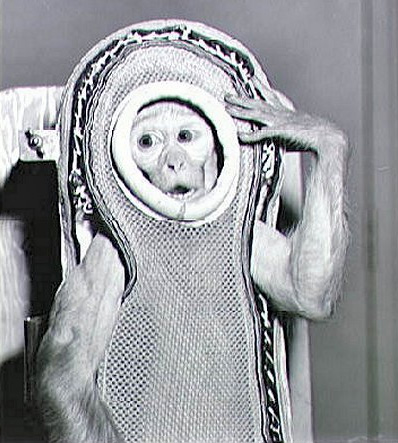
LJ-2
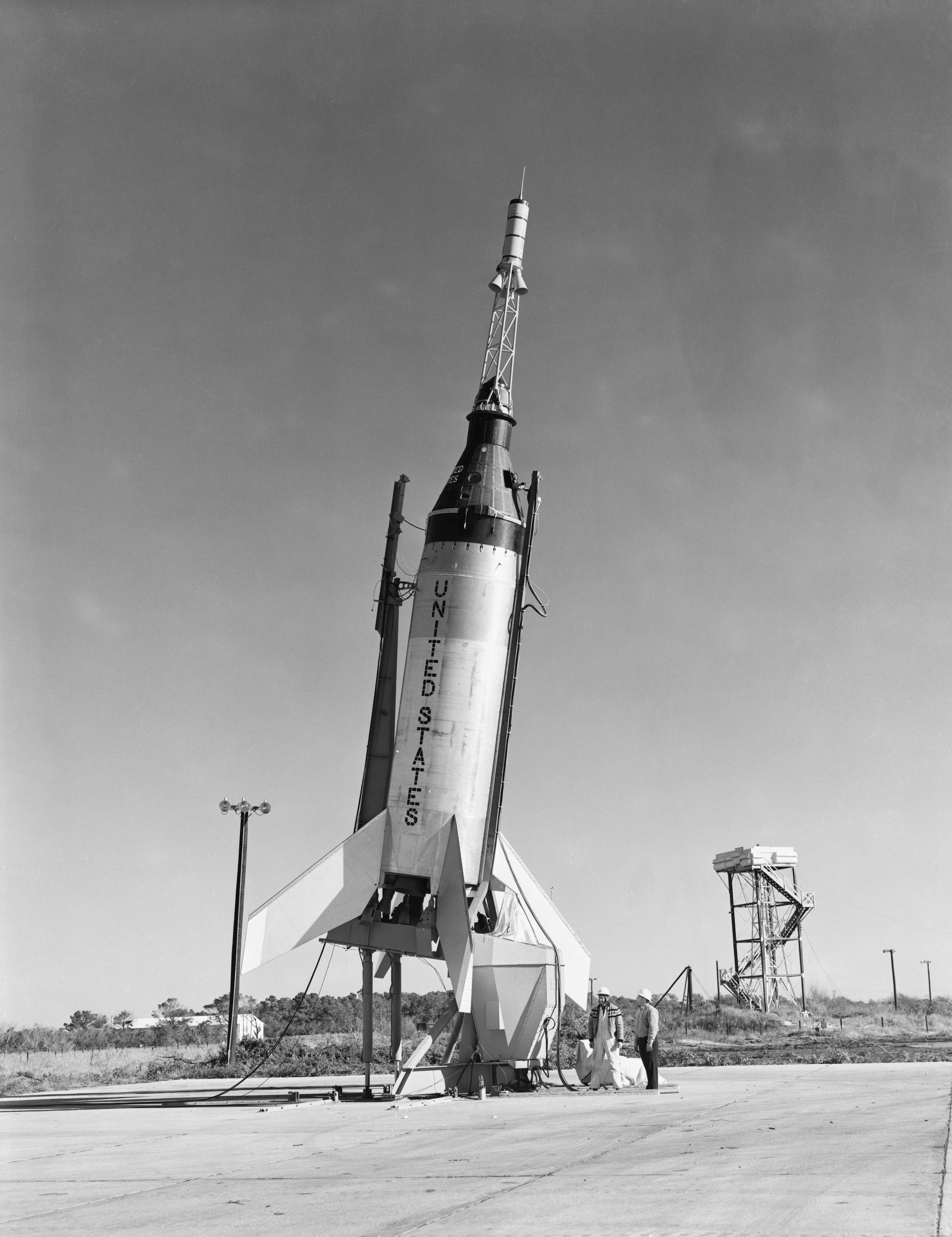
LJ-5
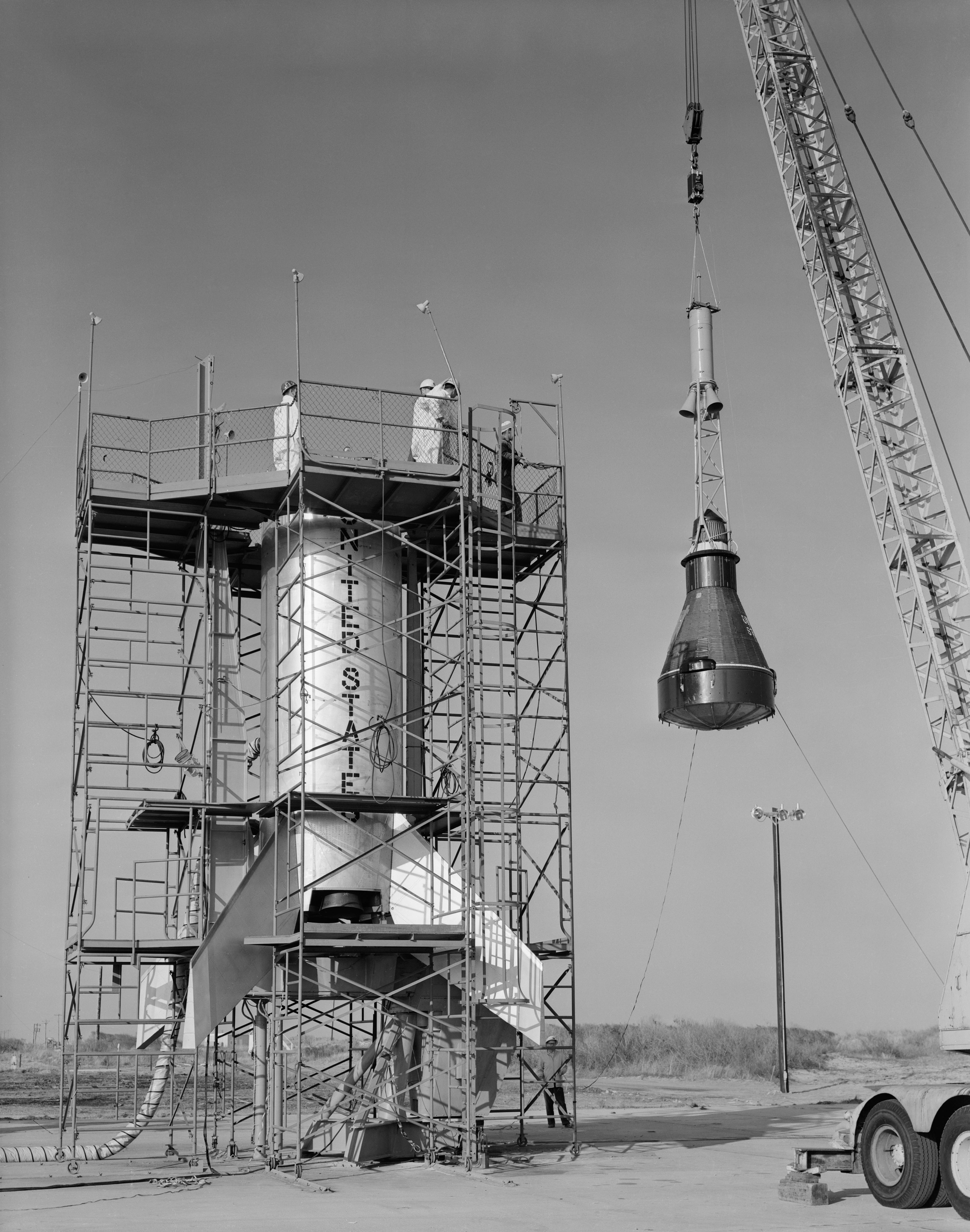
LJ-5A
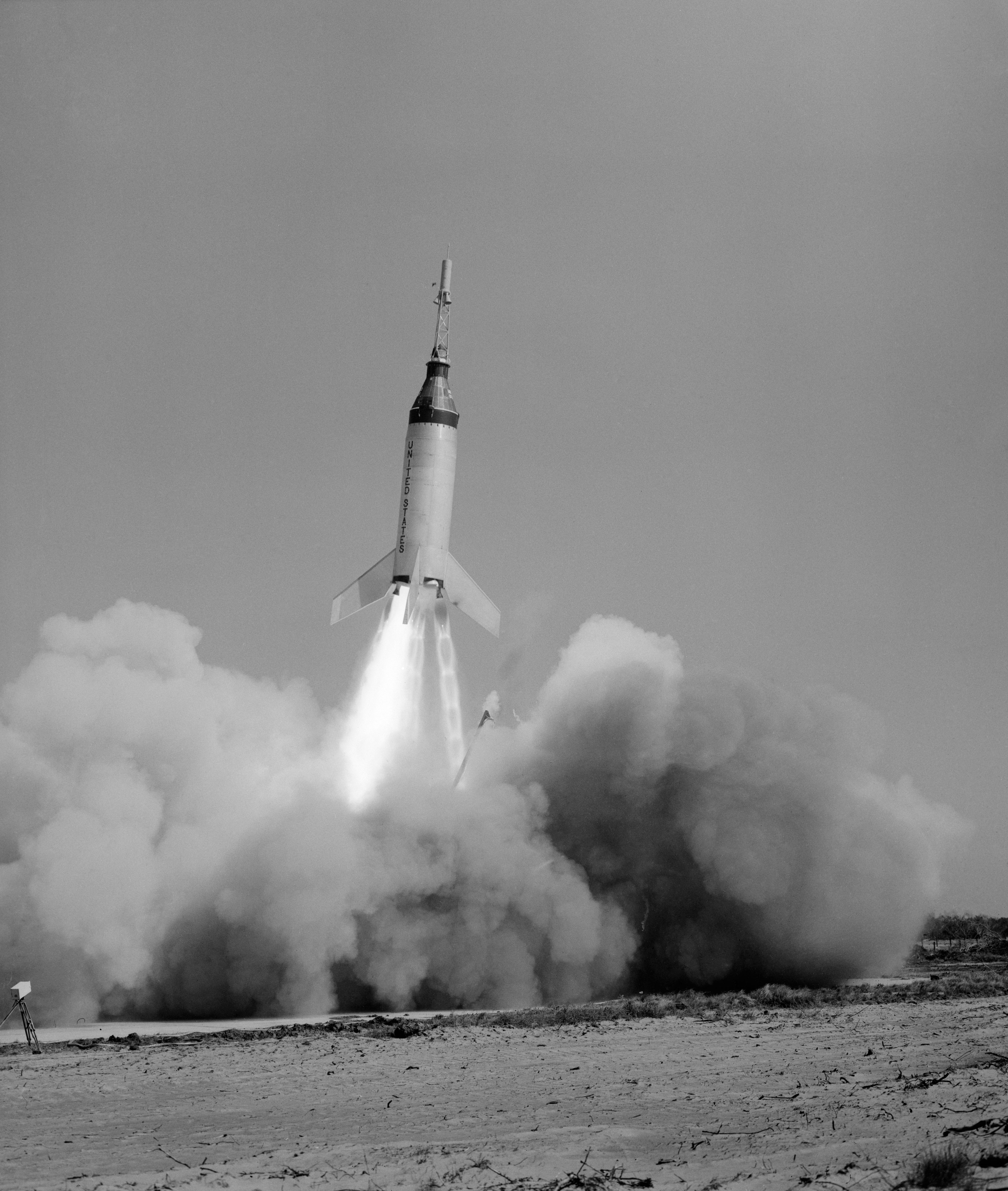
LJ-5B
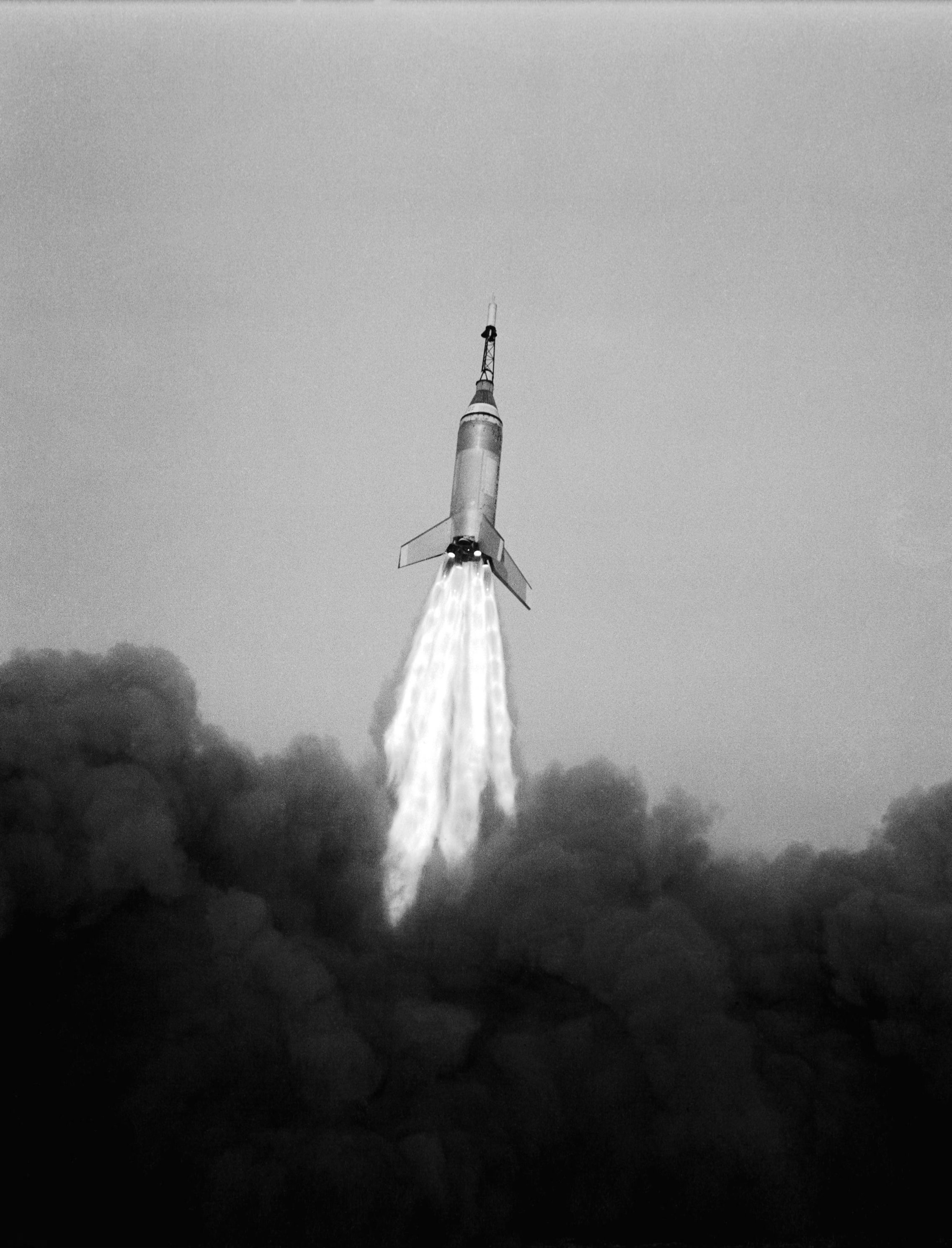
LJ-6

## Specifiche
Little Joe I
- Spinta: 235,000 lbf (1,044 kN)
- Lunghezza: 15.2 m
- Diametro: 2.03 m
- Massa: 28,000 lb (12,700 kg)
- Propellente: Solido
- Tempo accensione: ~40 sec

Booster ausiliario (Thiokol XM19)
- Spinta: 37,500 lbf (167 kN)
- Lunghezza: 2.7 m
- Diametro: 0.23 m
- Massa: 350 lb (159 kg)
- Propellente: Solido
- Tempo accensione: 1.53 sec

Castor rocket (Thiokol XM33) 
- Spinta: 58,200 lbf (259 kN)
- Lunghezza: 6.04 m
- Diametro: 0.79 m
- Massa: 9,753 lb (4,424 kg)
- Propellente: Solido
- Tempo accensione: 37 sec